# Dammartin-sur-Tigeaux
Dammartin-sur-Tigeaux település Franciaországban, Seine-et-Marne megyében. Lakosainak száma 1268 fő (2022. január 1.). Dammartin-sur-Tigeaux Tigeaux, Villeneuve-le-Comte, Guérard és Mortcerf községekkel határos.

## Népesség
A település népességének változása:
| Lakosok száma | 854  | 1026 | 1059 | 1068 | 1101 | 1135 | 1168 | 1249 | 1268 |
|               | 2006 | 2015 | 2016 | 2017 | 2018 | 2019 | 2020 | 2021 | 2022 |